# Odyssey (album)
Odyssey is het tweede album van het electroclash duo Fischerspooner. Het album werd op 11 april 2005 uitgebracht. Aan het album werkten meerdere gastartiesten mee, waaronder: David Byrne, Linda Perry, Hole's gitarist Eric Erlandson, Mirwais en Susan Sontag.